# Józef Michałowski
Józef Paweł Wojciech Michałowski herbu Jasieńczyk (ur. 1767, zm. 9 kwietnia 1837 w Krakowie) – ziemianin, major targowickiej formacji Brygady Kawalerii Narodowej Znaków Hussarskich pod Imieniem Województwa Bracławskiego, uczestnik insurekcji kościuszkowskiej, senator Rzeczypospolitej Krakowskiej.
Z chwilą utworzenia Rzeczypospolitej Krakowskiej został 2 listopada 1815 roku z nominacji Komisji Organizacyjnej senatorem dożywotnim – członkiem pierwszego składu Senatu Rządzącego Wolnego Miasta Krakowa. W okresie powstania listopadowego współpracował z Ludwikiem Morsztynem, przedstawicielem w Krakowie powstańczego, warszawskiego Rządu Narodowego, był zwolennikiem przyłączenia Krakowa do Królestwa Polskiego. Ojciec malarza Piotra Michałowskiego.
Pochowany na cmentarzu Rakowickim w Krakowie: kwatera Ka, grobowiec rodzinny..